# Graciano López Jaena

Graciano López Jaena.

Graciano López Jaena (Jaro, Iloilo, Filipinas, 29 de diciembre de 1856 - Barcelona, España, 22 de enero de 1896) fue uno de los principales propagandistas en España, por las reformas en las Filipinas, y portavoz del movimiento de la propaganda, redactor de La Solidaridad. 
Se estableció en Madrid durante quince años. Escribió en varios periódicos para llevar reformas a las Filipinas. Fue fundador y redactor de La Solidaridad, publicación reformista de los filipinos en España. Murió en 1896, en Barcelona, de tuberculosis.